# دافيد باليريني
دافيد باليريني (بالإيطالية: Davide Ballerini)‏ (و. 1994  م) هو راكب دراجة هوائية إيطالي، ولد في كانتو، كومو.

## سجل الفوز

### سباقات أو مراحل فاز بها
| التاريخ        | السباق                                               | المركز                                         |
| -------------- | ---------------------------------------------------- | ---------------------------------------------- |
| 11 أغسطس 2012  | 2012 European Road Cycling Championships Men U19 RR  |                                                |
| 05 يوليو 2014  | 2014 Course de la Solidarité Olympique               | الثالث في التصنيف العام                        |
| 09 أبريل 2016  | روند فان فلانديرن بيلوفتن 2016                       | التاسع في التصنيف العام                        |
| 14 مارس 2017   | تيرينو ادرياتيكو 2017                                | الأول في تصنيف الجبال                          |
| 15 أكتوبر 2017 | طواف تركيا الرئاسي 2017                              | الثامن في تصنيف النقاط                         |
| 01 يناير 2018  | 2018 Trofeo Matteotti                                | الفائز في التصنيف العام                        |
| 04 مارس 2018   | جي بي إندوستريا وأرتيجياناتو 2018                    | الثالث في التصنيف العام                        |
| 25 مارس 2018   | كوبي وبارتالي 2018                                   | العاشر في تصنيف الجبال، التاسع في تصنيف النقاط |
| 22 أبريل 2018  | جيرو أبنينس 2018                                     | الخامس في التصنيف العام                        |
| 27 مايو 2018   | طواف إيطاليا 2018                                    | الفائز في تصنيف القتال                         |
| 08 يوليو 2018  | طواف سيبيو للدراجات 2018                             | السادس في تصنيف النقاط                         |
| 22 سبتمبر 2018 | ميموريال ماركو بانتاني 2018                          | الفائز في التصنيف العام                        |
| 11 أكتوبر 2018 | كأس إيطاليا لركوب الدراجات على الطريق 2018           |                                                |
| 18 مايو 2019   | طواف كاليفورنيا 2019                                 | الأول في تصنيف الجبال                          |
| 23 يونيو 2019  | cycling at the 2019 European Games – men's road race | الفائز في التصنيف العام                        |
| 14 فبراير 2021 | تور دي لا بروفانس 2021                               | الأول في تصنيف النقاط                          |
| 27 فبراير 2021 | طواف نيوشبلاد 2021                                   | الفائز في التصنيف العام                        |
| 03 أكتوبر 2022 | كوبا بيرنوشي 2022                                    | الفائز في التصنيف العام                        |

## روابط خارجية
- دافيد باليريني على موقع الاتحاد الدولي للدراجات (الإنجليزية)
- دافيد باليريني على موقع أرشيف الدراجات (الإنجليزية)
- دافيد باليريني على موقع إحصائيات الدراجات الإحترافية (الإنجليزية)
- دافيد باليريني على موقع نسبة الدراجات (الإنجليزية)
- دافيد باليريني على موقع CycleBase (الإنجليزية)